# 全军文化革命小组
全军文化革命小组是1966年5月25日经中央军委批准设立的一个机构，隶属于总政治部党委领导。简称全军文革小组。设立它的初衷是保证文化大革命的顺利进行，“二月逆流”后逐渐被军委办事组取代，1969年底撤销。

## 歷史
1966年经中央军委批准，成立全军文化革命小组及文化革命办公室，负责指导、承办军队“文化大革命”运动的有关事宜，隶属于总政治部党委领导，办公地点设在总政。负责传达中共中央、中央军委和总政治部有关“文化大革命”的指示，了解部队“文化大革命” 的动态、反映及上报；组织各单位对有关人员和作品进行批判；组织力量撰写有关“文化大革命”的文章；根据中共中央的指示，支持中央和地方报刊关于“文化大革命”的宣传活动等。

## 人员
1966年初设的小组成员有：刘志坚任组长，谢镗忠任副组长，组员：李曼村、陈亚丁、辛国治。
1967年1月11日为了加强全军无产阶级文化大革命的领导，中央军委决定并经毛主席和中共中央的批准，改组全军文化革命小组，成立新的全军文化革命小组，在中央军委和中央文化革命小组的直接领导下进行工作。新的全军文化革命小组成员名单如下：
组长：徐向前；
顾问：江青；
副组长：肖华、杨成武、王新亭、徐立清、关锋、谢镗忠、李曼村；
组员：王宏坤、余立金、刘华清、唐平铸、胡痴、叶群、王蜂、和谷岩、张涛；
办公室成员：曹宇光、沈辰、郑汉浩、丁克明、张立宪、夏光亚、冯达；
秘书组：组长郑汉浩，副组长赵清贵、史耀华；
机关组：组长王蜂(兼) ，副组长王之光、张立宪；
院校组：组长李曼村(兼) ，副组长冯达、王济生、丁克明、李东流；
简报组：组长江清飞；
联络组：组长曹宇光，副组长沈辰。
办公地点：景山前街20号（三座门）